# 格拉德市鎮

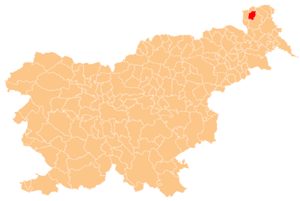
格拉德市鎮於斯洛維尼亞的位置

格拉德市鎮是斯洛文尼亞東北部的市镇，行政中心为格拉德。市镇面積为37.4平方公里，2002年人口数量为2,302人，人口密度為62人/km2。